# Bistum Formosa (Argentinien)
Das Bistum Formosa (lat.: Dioecesis Formosae, span.: Diócesis de Formosa) ist eine in Argentinien gelegene römisch-katholische Diözese mit Sitz in Formosa.

## Geschichte
Das Bistum Formosa wurde am 11. Februar 1957 durch Papst Pius XII. mit der Päpstlichen Bulle Quandoquidem adoranda aus Gebietsabtretungen des Bistums Resistencia errichtet. Es ist dem Erzbistum Resistencia als Suffraganbistum unterstellt. 

## Bischöfe von Formosa
- Raúl Marcelo Pacífico Scozzina OFM, 1957–1978
- Dante Carlos Sandrelli, 1978–1998
- José Vicente Conejero Gallego, seit 1998